# De familie Burnout
De familie Burnout bakt het bruin is een stripverhaal gecreëerd door Erwin Van Pottelberge en uitgegeven door Oscare vzw, een nazorg- en onderzoekscentrum voor brandwonden en littekens.
De strip is de bedoeld om kinderen bewust te maken van de gevaren van het spelen met vuur en de gevaren van brand in het algemeen.
In 2018 werd de strip door de brandweerzones verder verspreid via bibliotheken.
De strip is opgezet als een spelquiz die geleid wordt door een flamboyante quizmaster, genaamd Bram Brulé. Deze quizmaster stelt aan de hand van meerkeuzevragen steeds een probleem voor in verband met de brandveiligheid. Op de strippagina ernaast wordt de beschreven situatie uitgetekend; vaak met desastreuze gevolgen voor de familie Burnout, bestaande uit ouders Bob en Bea en hun kinderen Bruno en Brenda. Hun huis brandt herhaalde malen tot op de grond af. De brandweerlieden An en Dries geven tips en adviezen om brand te voorkomen. 